# Mein Mikrofon
Mein Mikrofon é o sétimo single da banda Jennifer Rostock e o primeiro single do álbum Mit Haut und Haar. O nome da música em português é “Meu Microfone”, segundo a vocalista da banda, Jennifer Weist, o termo é usado como metáfora para “Minha voz”.
Obteve o 48º nas paradas musicais da Alemanha.

## Vídeo
O Vídeo de Mein Mikrofon é o segundo do álbum Mit Haut und Haar. O vídeo começa com duas pessoas tentando impedir que Jennifer continue cantando. Começam a tocar enquanto vão sendo cercandos com cabos de microfone. Outras pessoas estão amarradas e quando conseguem se libertar é notado que apenas os integrantes da banda são os únicos que não estão com uma máscara cobrindo o rosto.

## Faixas[3]
| N.º            | Título                                                                    | Compositor(es)                         | Duração |  |
| 1.             | "Mein Mikrofon"                                                           | Jennifer Weist, Johannes Walter Müller | 3:08    |  |
| 2.             | "Der Kapitän" (Edit)                                                      | Jennifer Weist, Johannes Walter Müller | 2:11    |  |
| 3.             | "Zwischen Laken und Lügen"                                                | Jennifer Weist, Johannes Walter Müller | 3:55    |  |
| 4.             | "Mein Mikrofon" (ULTRNX Remix)                                            |                                        | 6:41    |  |
| 5.             | "Mein Mikrofon" (J. Rabbit Remix)                                         |                                        | 5:34    |  |
| 6.             | "Track by Track Video"                                                    |                                        | 11:10   |  |
| 7.             | "Es war nicht alles schlecht" (feat. Nico/War From A Harlots Mouth/Vídeo) |                                        | 4:27    |  |
| 8.             | "Mein Mikrofon" (Vídeo)                                                   |                                        | 3:12    |  |
| Duração total: | Duração total:                                                            | Duração total:                         | 27:20   |  |